# Wude Ayalew
Wude Ayalew (auch: Wude Ayalew Yimer; * 4. Juli 1987 in Gojjam) ist eine äthiopische Langstreckenläuferin.

## Werdegang
International trat sie erstmals 2006 in Erscheinung. Bei den Crosslauf-Weltmeisterschaften in Fukuoka erreichte sie auf der Langstrecke den fünften Platz. Außerdem siegte sie beim Würzburger Residenzlauf über 10 km in 31:30 min und stellte damit einen Streckenrekord auf. Im selben Jahr wurde sie beim 5000-Meter-Lauf der Juniorenweltmeisterschaften in Peking Fünfte.
2007 wurde sie bei den Crosslauf-Weltmeisterschaften in Mombasa Zehnte und gewann das Peachtree Road Race in Atlanta sowie den Great Ethiopian Run in Addis Abeba. 2008 gewann sie bei den Afrikameisterschaften in Addis Abeba im 10.000-Meter-Lauf Bronze, verteidigte ihren Titel beim Great Ethiopian Run und siegte bei der Corrida Internacional de São Silvestre in São Paulo. 2009 wurde sie bei den Crosslauf-Weltmeisterschaften in Amman Fünfte und gewann Silber mit der Mannschaft.
Den bis dato größten Erfolg ihrer Karriere feierte sie bei den Leichtathletik-Weltmeisterschaften 2009 in Berlin. In einer Zeit von 30:51,95 min gewann sie über 10.000 m die Bronzemedaille hinter der Kenianerin Linet Chepkwemoi Masai und ihrer Landsfrau Meselech Melkamu.
Im Herbst 2009 wurde sie Zweite beim Delhi-Halbmarathon, 2010 stellte sie bei den World 10K Bangalore mit 31:58 min einen Streckenrekord auf und belegte bei den Afrikameisterschaften in Nairobi den vierten Platz im 10.000-Meter-Lauf. Außerdem startete sie erneut beim Delhi-Halbmarathon und wurde dieses Mal Dritte, und sie gewann das Falmouth Road Race.
Bei den Crosslauf-Weltmeisterschaften 2011 in Punta Umbría erreichte sie den sechsten Platz in der Einzelwertung und gewann mit der äthiopischen Mannschaft die Silbermedaille in der Teamwertung.

## Bestleistungen
- 3000 m: 8:30,93 min, 13. September 2009, Thessaloniki
- 5000 m: 14:38,44 min, 3. Juli 2009, Oslo
- 10.000 m: 30:11,87 min, 14. Juni 2009, Utrecht
- 10-km-Straßenlauf: 31:07 min, 7. August 2010, Cape Elizabeth
- Halbmarathon: 1:07:58 h, 1. November 2009, Neu-Delhi